# Musée des Beaux-Arts de Berne
 (décembre 2011).
Si vous disposez d'ouvrages ou d'articles de référence ou si vous connaissez des sites web de qualité traitant du thème abordé ici, merci de compléter l'article en donnant les références utiles à sa vérifiabilité et en les liant à la section « Notes et références ».
Le musée des Beaux-Arts de Berne, appelé en allemand Kunstmuseum Bern est un musée fondé en 1879 dont la collection recouvre une période de huit siècles, du Moyen Âge à l'art contemporain.
Le musée abrite des œuvres de Paul Klee, Pablo Picasso, Ferdinand Hodler, Meret Oppenheim, Louise Catherine Breslau ou de Ricco Wassmer. La collection comporte plus de 3 000 tableaux et sculptures ainsi qu'environ 48 000 dessins, gravures, photographies, vidéos et films.

## Collection
Parmi les œuvres du début de la Renaissance italienne, à noter une Vierge à l'Enfant de 1449-1453 par le peintre florentin Fra Angelico.

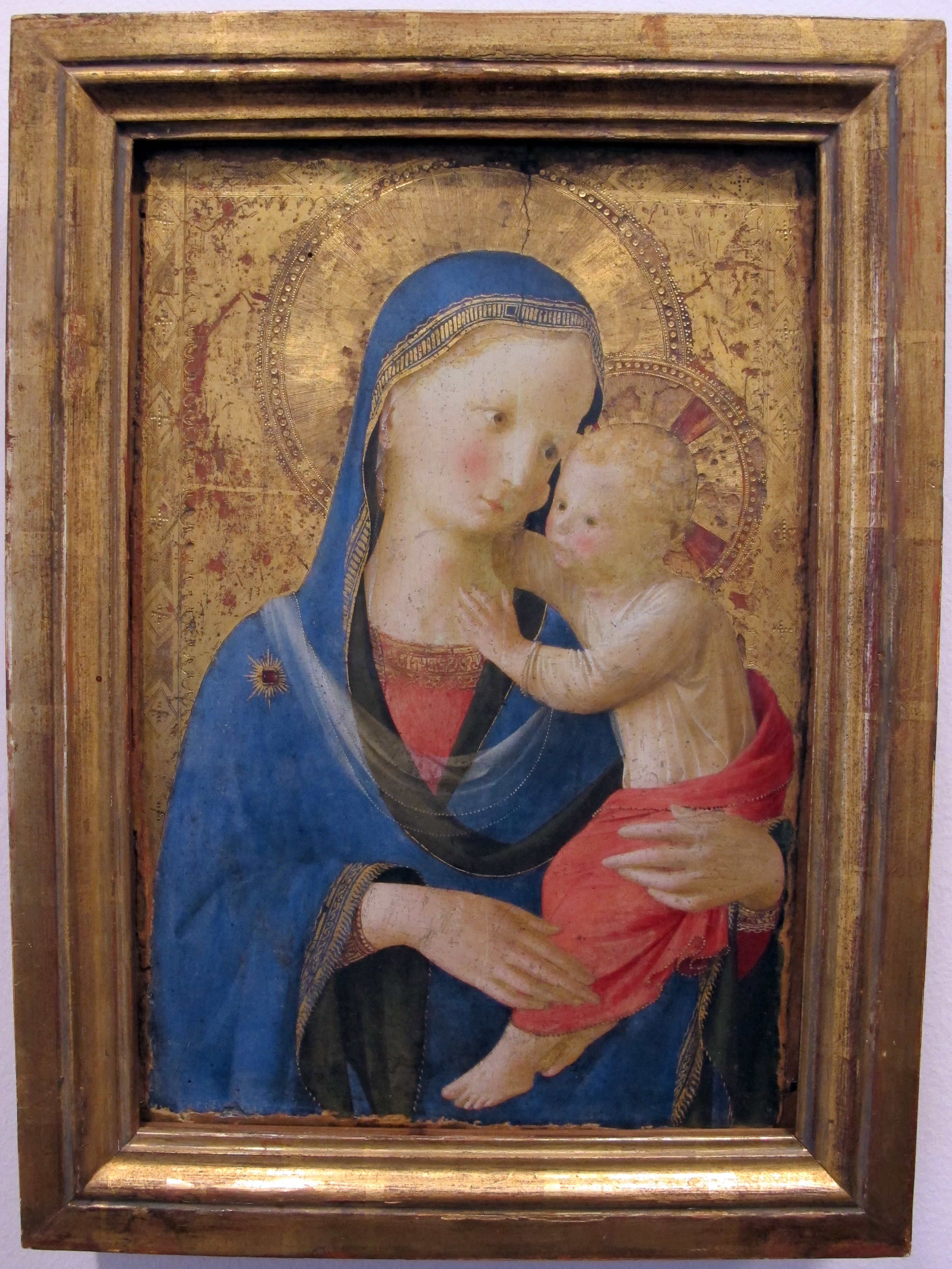
Fra Angelico : Madone à l'enfant.

### Quelques œuvres

#### Peinture

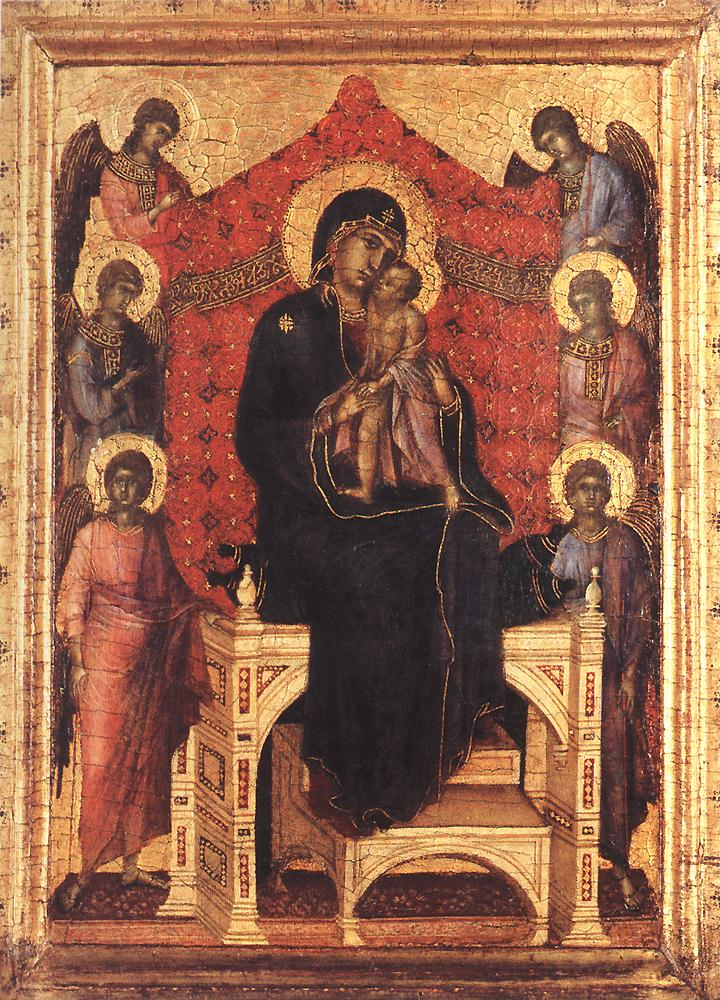
Duccio : Maesta
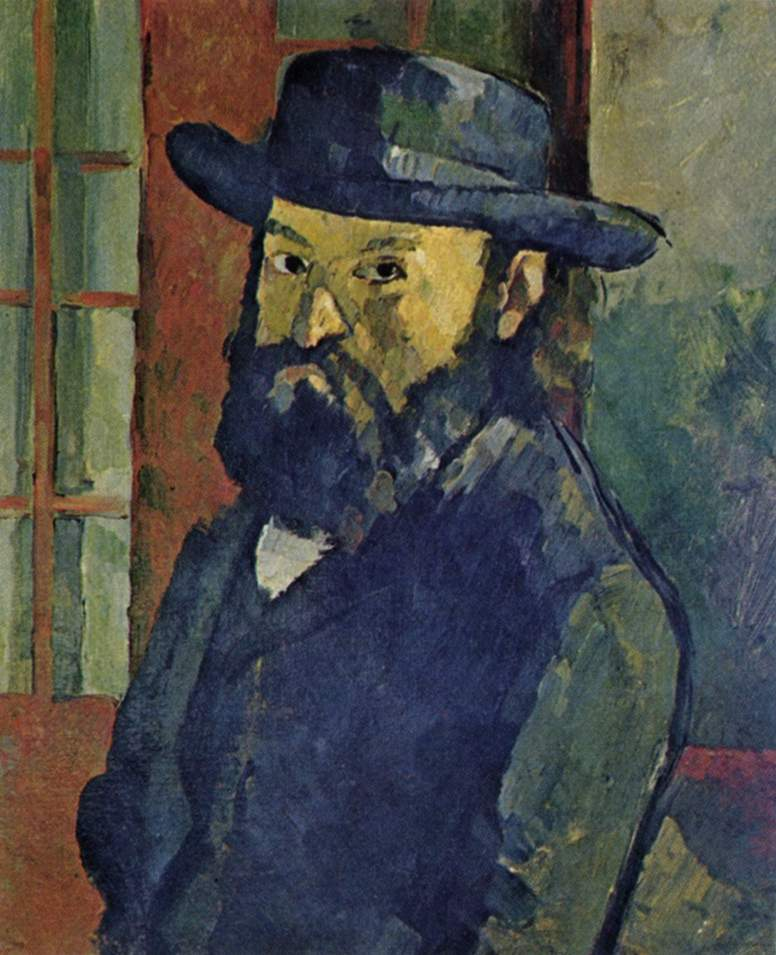
Paul Cézanne : Autoportrait.
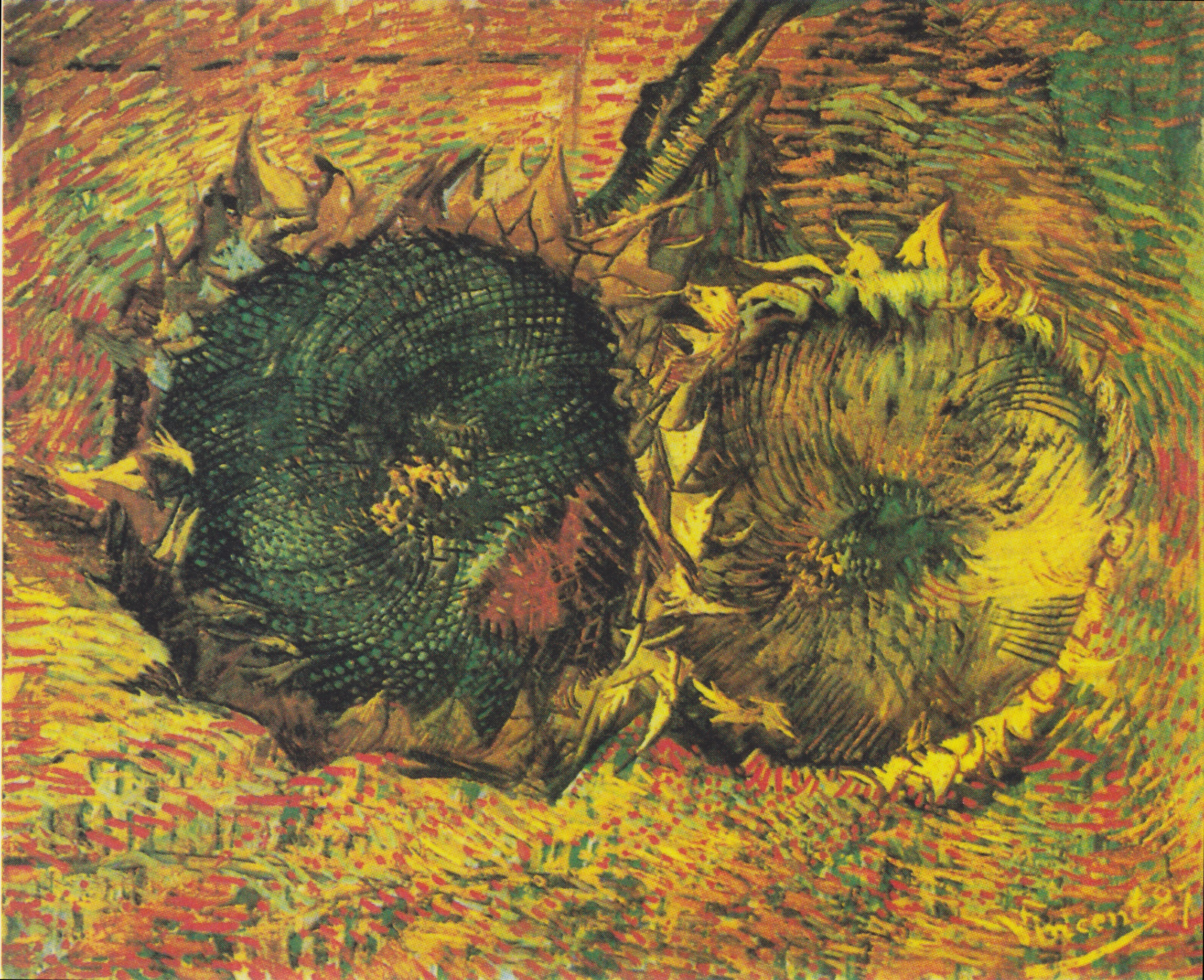
Van Gogh : Deux Tournesols.
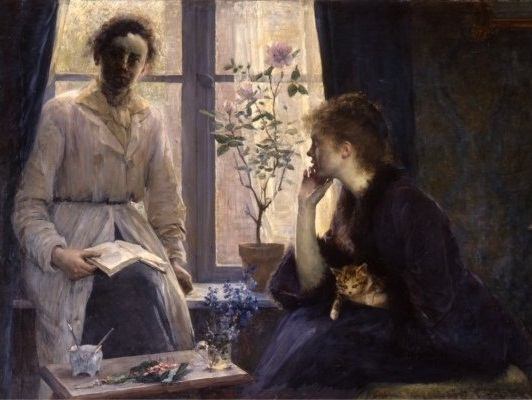
Louise Breslau: Contre-jour, avec Madeleine Zillhardt (1883).
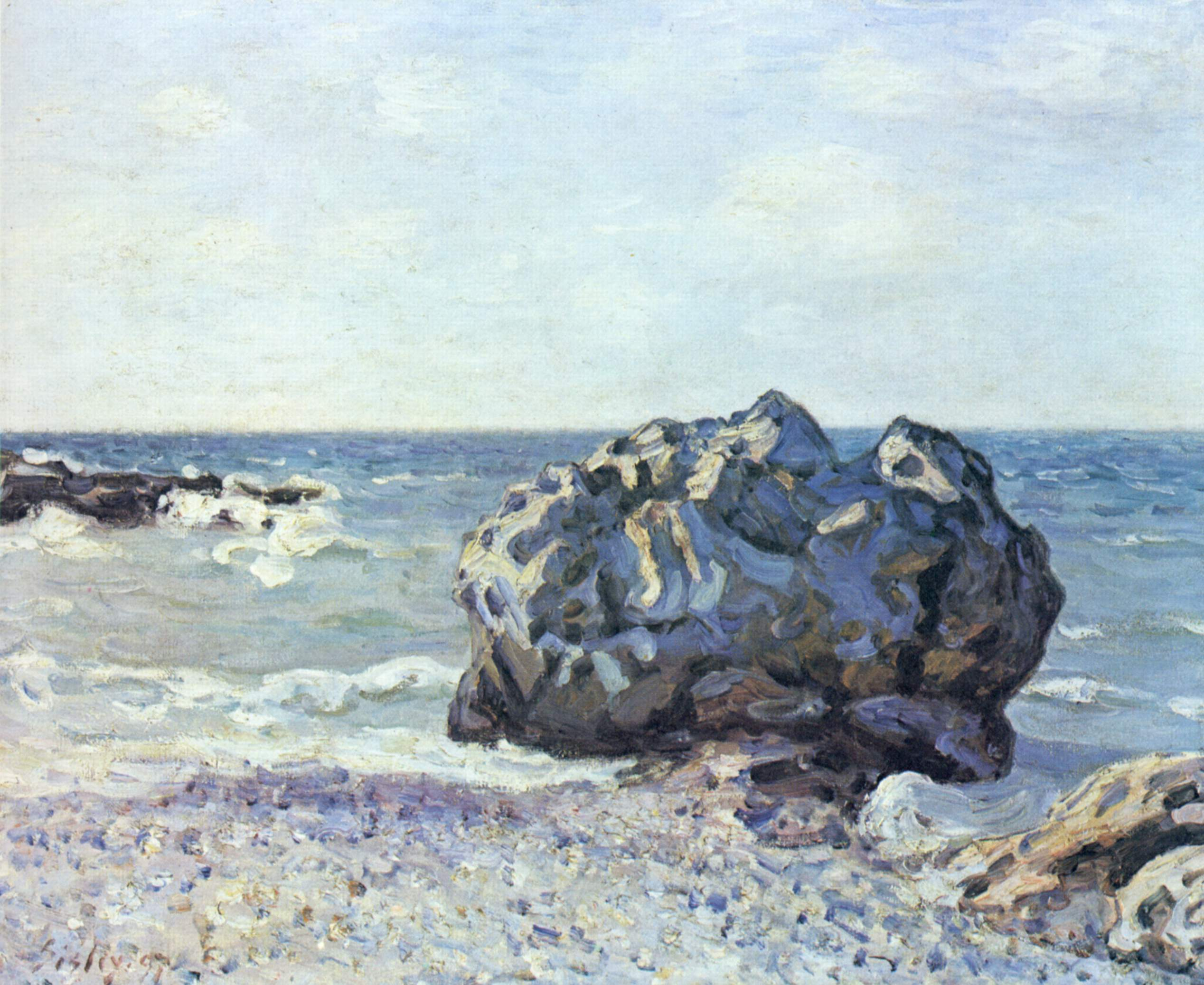
Alfred Sisley : La Baie de Langland, Storr's Rock, Matin (1897).
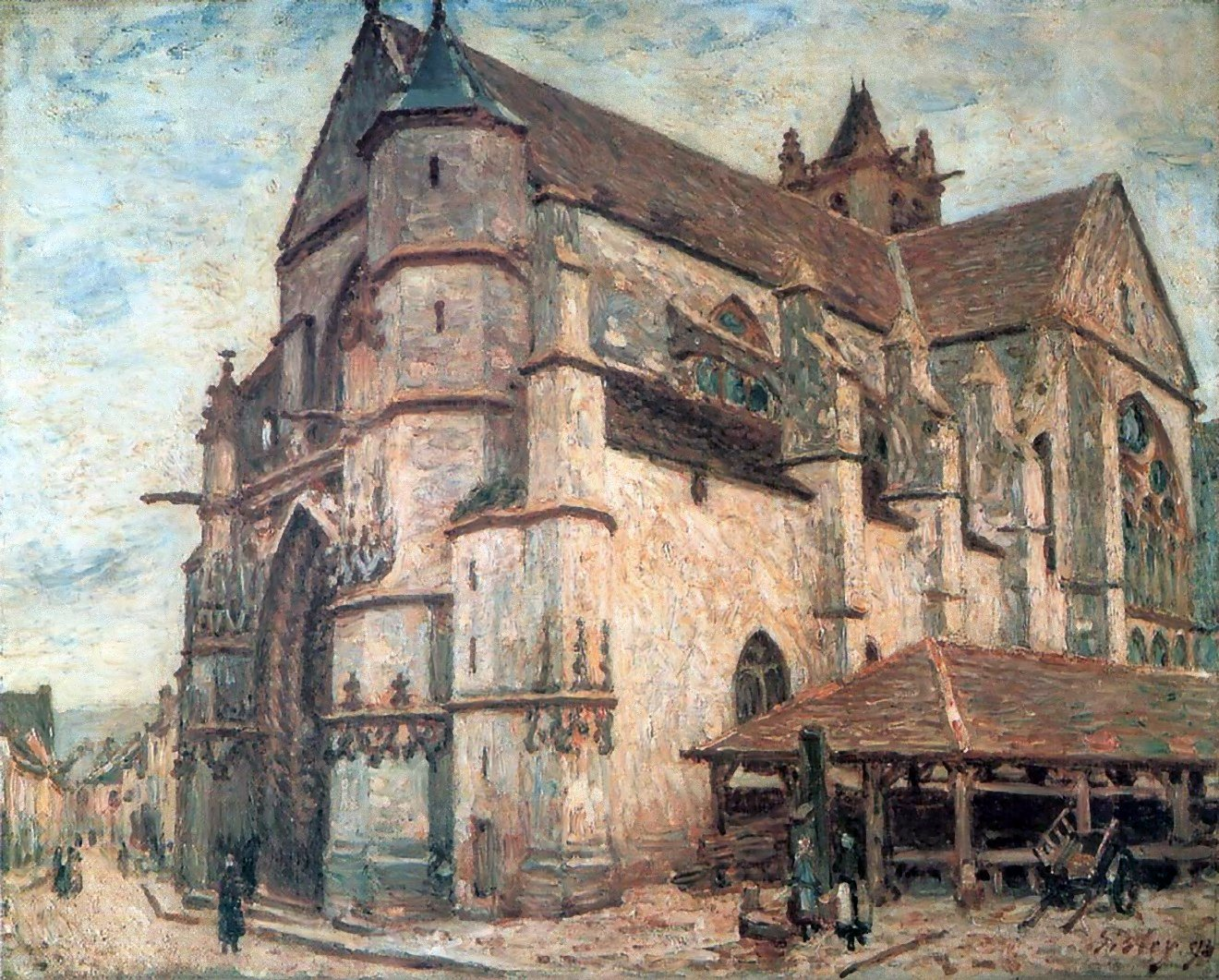
Alfred Sisley : L'Église de Moret, temps de gelée (1893).
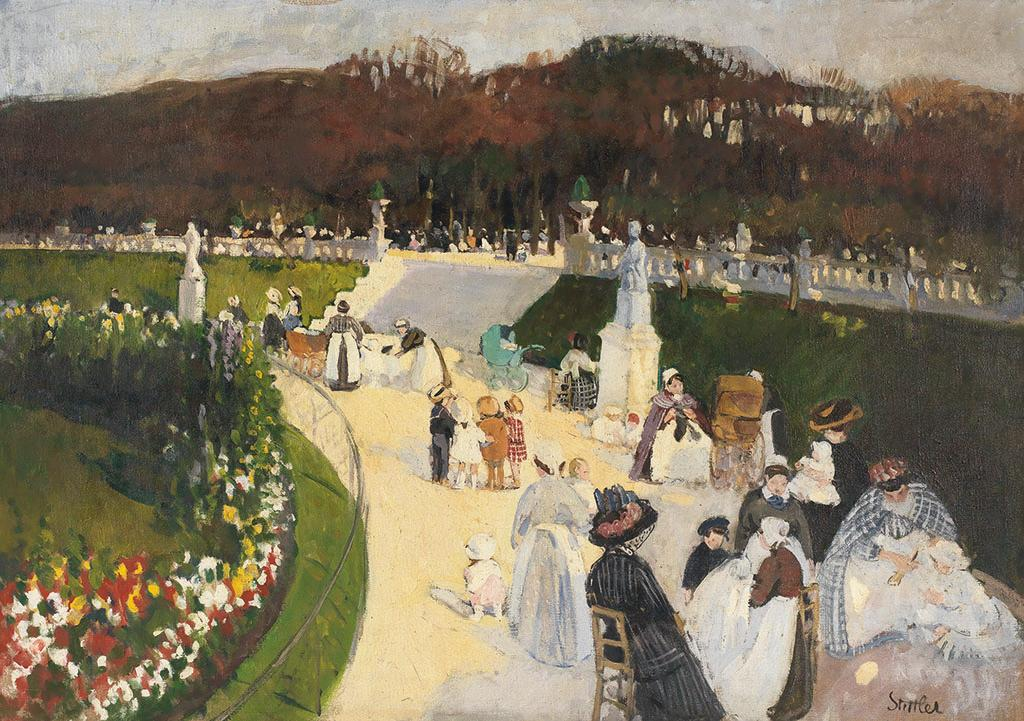
Martha Stettler : Le parc (1910)
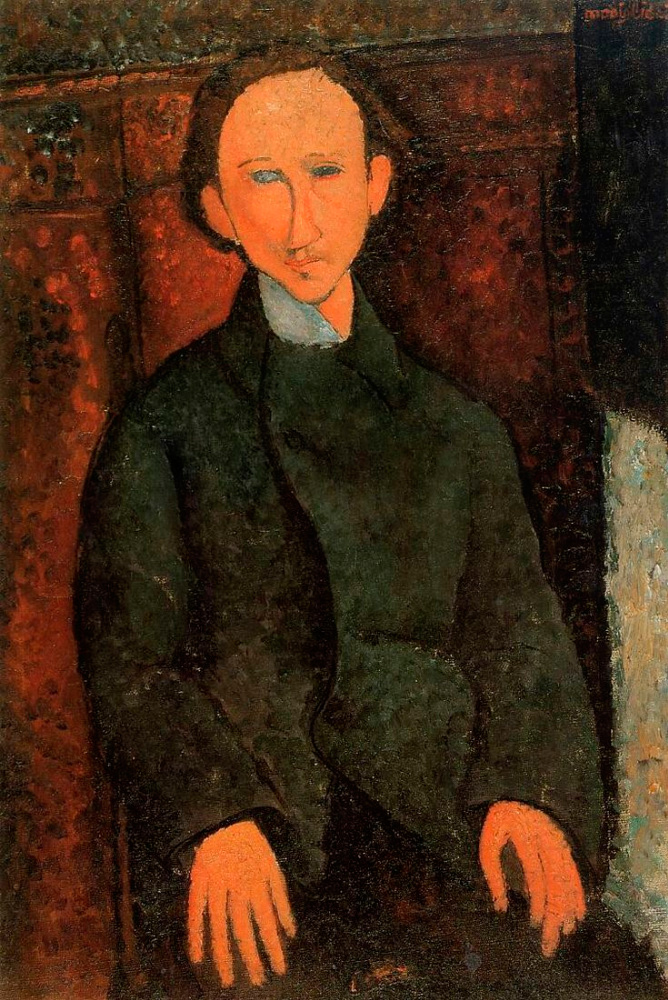
Amedeo Modigliani : Le Peintre Krémègne (1916)

- Pierre Bonnard, Dans un jardin méridional
- Georges Braque :
  - Guitare et Compotier
  - Maisons à l'Estaque
- Louise Catherine Breslau, Contre-Jour
- Marc Chagall, Dédié à ma fiancée
- Salvador Dalí :
  - Les Atavismes du crépuscule (Phénomène obsessif)
  - Le Colosse de Rhodes
- Ferdinand Hodler, L'Élu
- Paul Klee, Ad Parnassum
- Franz Marc, Cheval bleu
- Joan Miró, Composition
- Amedeo Modigliani, Nu debout (Elvira)
- Claude Monet, Glace sur la rivière
- Pablo Picasso, Buveuse endormie
- Félix Vallotton, L'Enlèvement d'Europe
- Vincent van Gogh, Deux Tournesols

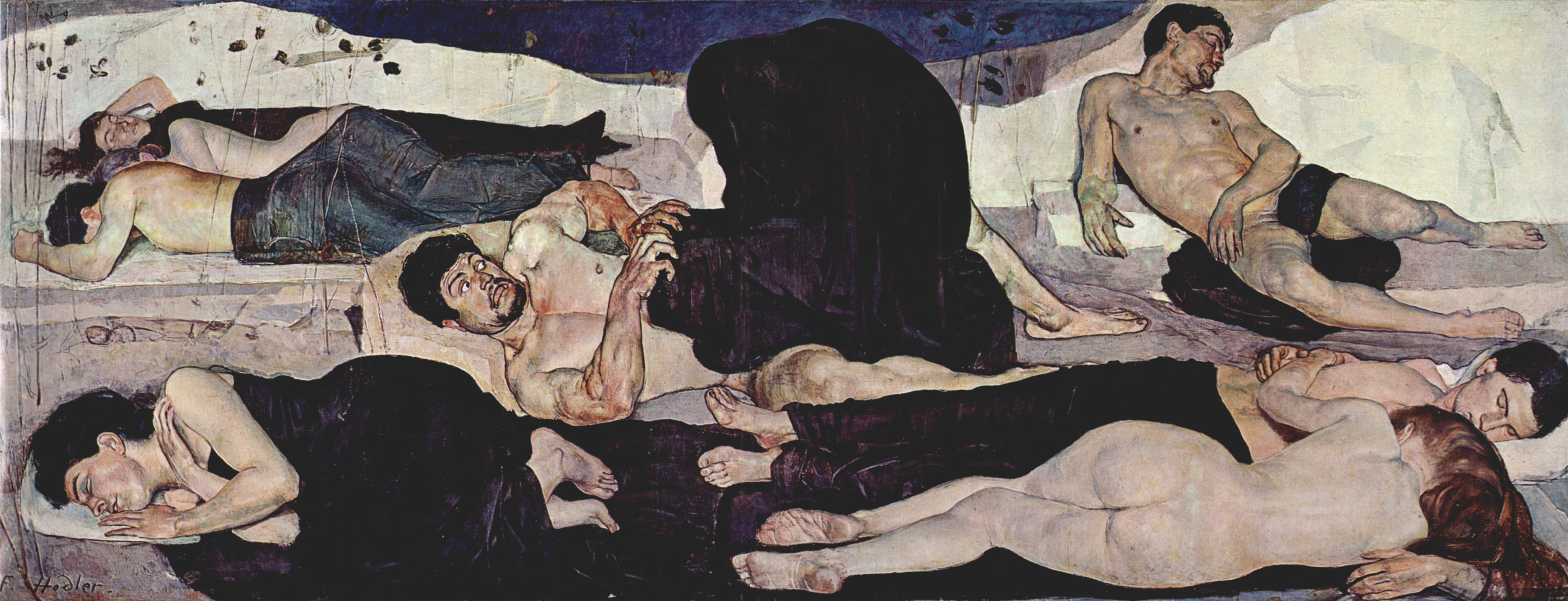
Ferdinand Hodler : La Nuit.

#### Sculpture

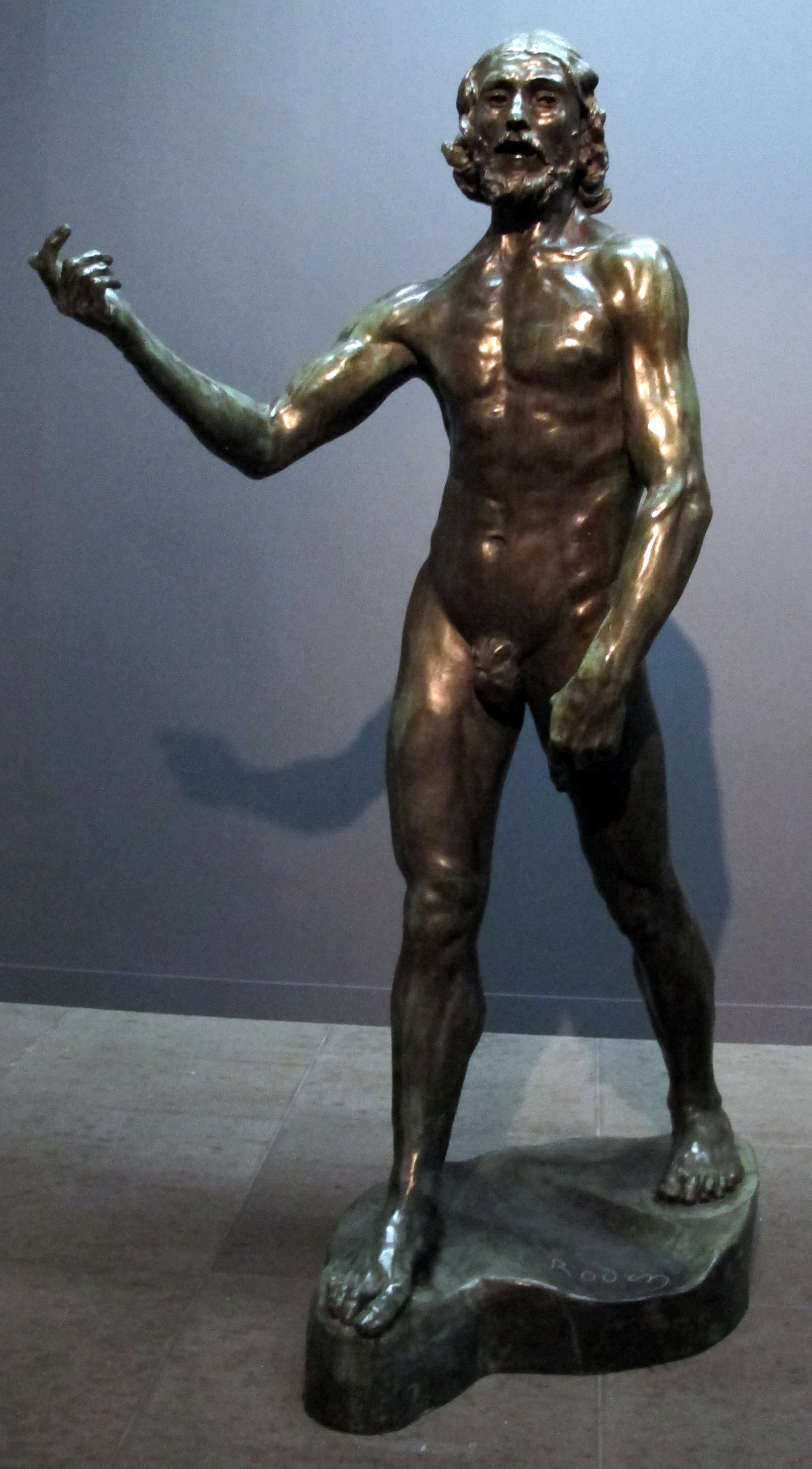
Auguste Rodin : St Jean Baptiste.

## Le trésor artistique de Munich
En 2012 sont découvertes dans l'appartement de Cornelius Gurlitt, fils du galeriste allemand Hildebrand Gurlitt actif sous le régime nazi, environ 1600 œuvres d'art. Le 7 mai 2014, au lendemain de la mort du collectionneur Cornelius Gurlitt, le musée des Beaux-Arts de Berne est désigné comme son légataire universel et devient donc le propriétaire du « trésor artistique de Munich ». Le musée prend alors en charge la mise en place d'un centre de recherche de provenance destiné à étudier ces œuvres et les restituer si besoin. Une convention tripartite est signée entre la République fédérale d'Allemagne, le Land de Bavière et le musée.
En 2022, le musée présente l'exposition "Gurlitt. Un bilan" , qui montre à la fois les œuvres et le travail de recherche de provenance effectué depuis 2014. Après plusieurs années de recherche, le musée a accueilli dans ses collections les œuvres dont la provenance sans tache a pu être vérifiées. Neuf œuvres identifiées comme de l'art spolié ont été restituées à leur propriétaire ou aux descendants de ceux-ci. Sept autres œuvres pour lesquelles des doutes persistaient ont été rendues à l'Allemagne ou aux descendants des anciens propriétaires,